# Canton de Barbazan
Le canton de Barbazan est une ancienne division administrative française, située dans le département de la Haute-Garonne et la région Midi-Pyrénées.

## Géographie

### Cantons limitrophes
| Montréjeau                  |                    | Saint-Gaudens |
| Saint-Laurent-de-Neste (65) | Canton de Barbazan | Aspet         |
| Mauléon-Barousse (65)       |                    | Saint-Béat    |

## Composition
Le canton regroupait 24 communes et comptait 6 890 habitants (population municipale) au 1er janvier 2010.
| Nom                         | Code Insee | Intercommunalité                 | Superficie (km2) | Population (dernière pop. légale) | Densité (hab./km2) |
| --------------------------- | ---------- | -------------------------------- | ---------------- | --------------------------------- | ------------------ |
| Barbazan (chef-lieu)        | 31045      | CC des Pyrénées Haut-Garonnaises | 6,05             | 441 (2014)                        | 73                 |
| Antichan-de-Frontignes      | 31009      | CC des Pyrénées Haut-Garonnaises | 4,27             | 97 (2014)                         | 23                 |
| Ardiège                     | 31013      | CC des Pyrénées Haut-Garonnaises | 3,76             | 357 (2014)                        | 95                 |
| Bagiry                      | 31041      | CC des Pyrénées Haut-Garonnaises | 2,78             | 88 (2014)                         | 32                 |
| Cier-de-Rivière             | 31143      | CC des Pyrénées Haut-Garonnaises | 9,26             | 271 (2014)                        | 29                 |
| Frontignan-de-Comminges     | 31200      | CC des Pyrénées Haut-Garonnaises | 2,53             | 73 (2014)                         | 29                 |
| Galié                       | 31207      | CC des Pyrénées Haut-Garonnaises | 2,86             | 89 (2014)                         | 31                 |
| Génos                       | 31217      | CC des Pyrénées Haut-Garonnaises | 3,47             | 80 (2014)                         | 23                 |
| Gourdan-Polignan            | 31224      | CC des Pyrénées Haut-Garonnaises | 5,26             | 1 223 (2014)                      | 233                |
| Huos                        | 31238      | CC des Pyrénées Haut-Garonnaises | 4,09             | 486 (2014)                        | 119                |
| Labroquère                  | 31255      | CC des Pyrénées Haut-Garonnaises | 4,37             | 328 (2014)                        | 75                 |
| Lourde                      | 31306      | CC des Pyrénées Haut-Garonnaises | 1,24             | 90 (2014)                         | 73                 |
| Luscan                      | 31308      | CC des Pyrénées Haut-Garonnaises | 3,33             | 60 (2014)                         | 18                 |
| Malvezie                    | 31313      | CC des Pyrénées Haut-Garonnaises | 8,52             | 127 (2014)                        | 15                 |
| Martres-de-Rivière          | 31323      | CC des Pyrénées Haut-Garonnaises | 3,59             | 393 (2014)                        | 109                |
| Mont-de-Galié               | 31369      | CC des Pyrénées Haut-Garonnaises | 2,42             | 38 (2014)                         | 16                 |
| Ore                         | 31405      | CC des Pyrénées Haut-Garonnaises | 2,86             | 113 (2014)                        | 40                 |
| Payssous                    | 31408      | CC des Pyrénées Haut-Garonnaises | 4,08             | 89 (2014)                         | 22                 |
| Pointis-de-Rivière          | 31426      | CC des Pyrénées Haut-Garonnaises | 6,58             | 851 (2014)                        | 129                |
| Saint-Bertrand-de-Comminges | 31472      | CC des Pyrénées Haut-Garonnaises | 11,17            | 243 (2014)                        | 22                 |
| Saint-Pé-d'Ardet            | 31509      | CC des Pyrénées Haut-Garonnaises | 3,47             | 130 (2014)                        | 37                 |
| Sauveterre-de-Comminges     | 31535      | CC des Pyrénées Haut-Garonnaises | 30,52            | 670 (2014)                        | 22                 |
| Seilhan                     | 31542      | CC des Pyrénées Haut-Garonnaises | 4,68             | 202 (2014)                        | 43                 |
| Valcabrère                  | 31564      | CC des Pyrénées Haut-Garonnaises | 1,61             | 146 (2014)                        | 91                 |

## Démographie
| 1962  | 1968  | 1975  | 1982  | 1990  | 1999  | 2006  | 2011  | 2012  |
| ----- | ----- | ----- | ----- | ----- | ----- | ----- | ----- | ----- |
| 6 761 | 6 777 | 6 500 | 6 088 | 6 026 | 6 228 | 6 734 | 6 848 | 6 853 |

## Représentation (ancien canton de Saint-Bertrand-de-Comminges)

### Conseillers généraux (1833-1889)
| Période | Période          | Identité                                                 | Étiquette     | Qualité                                                       |
| ------- | ---------------- | -------------------------------------------------------- | ------------- | ------------------------------------------------------------- |
| 1833    | 1835 (décès)     | Jean-Etienne Baron Barthier de Saint-Hilaire (1766-1835) |               | Propriétaire à Huos, général de brigade                       |
| 1835    | 1837 (démission) | Alexandre Vignaux                                        |               | Propriétaire, maire de Saint-Bertrand-de-Comminges            |
| 1837    | 1839             | Jean-Baptiste Lapène                                     |               | Avocat, maire de Saint-Gaudens, député (1846)                 |
| 1839    | 1852             | Jean Joseph Roch Théodore Tatareau                       |               | Président du Tribunal de Saint-Gaudens Maire de Saint-Gaudens |
| 1852    | 1861             | Henri de Maribail                                        |               | Avocat et juge à Saint-Gaudens                                |
| 1861    | 1866             | Alphonse Garravé                                         |               | Propriétaire, ancien employé des postes, maire d'Ore          |
| 1866    | 1871             | Baron Henri de Saintegème                                | Légitimiste   | Propriétaire, maire de Sauveterre-de-Comminges                |
| 1871    | 1881             | Vicomte Charles de Saintegème                            | Droite        | Propriétaire à Sauveterre-de-Comminges                        |
| 1881    | 1889             | Adrien Hébrard                                           | Centre gauche | Avocat à Moissac, journaliste Sénateur (1879-1897)            |

### Conseillers d'arrondissement (1833-1889)
| Période                                  | Période          | Identité                           | Étiquette   | Qualité |
| ---------------------------------------- | ---------------- | ---------------------------------- | ----------- | --- |
| 1833                                     | 1837 (démission) | M. Barthier de Saint-Hilaire       |             | Propriétaire, maire de Huos                                                                                 |
| 1837                                     | 1839             | Amédée Vignaux                     |             | Avocat, maire de Saint-Bertrand-de-Comminges                                                                |
| 1839                                     | 1842             | M. Dulac                           |             | |
| 1842                                     | 1845             | Ovide de Saintegème                |             | Ancien conseiller de préfecture, propriétaire à Martres-de-Rivière                                          |
| 1845                                     | 1848             | Gabriel Bertrand Despouy d'Ardiège |             | Propriétaire à Ardiège                                                                                      |
|                                          |                  |                                    |             | |
| 1874                                     | 1880             | Léon Save                          |             | Maire de Pointis-de-Rivière                                                                                 |
| 1880                                     | 1885 (démission) | Oscar Ibos                         | Républicain | Suppléant du juge de paix, maire de Saint-Bertrand-de-Comminges                                             |
| 1885                                     | 1889             | Guillaume Cazeaux                  | Républicain | Maire de Cier-de-Rivière                                                                                    |
| 1940                                     |                  |                                    |             | Les conseils d'arrondissement ont été suspendus par la loi du 12 octobre 1940 et n'ont jamais été réactivés |
| Les données manquantes sont à compléter. |                  |                                    |             | |

## Canton de Barbazan

### Conseillers généraux (1889 à 2015)
| Période        | Période          | Identité                        | Étiquette     | Qualité                                                                                                   |
| -------------- | ---------------- | ------------------------------- | ------------- | --- |
| 1889           | 1899 (démission) | Adrien Hébrard                  | Centre gauche | Avocat à Moissac, journaliste Sénateur (1879-1897) Président du Conseil Général                           |
| 1899           | 1906 (décès)     | Guillaume Cazeaux               | Rad.          | Maire de Cier-de-Rivière, conseiller d'arrondissemenr                                                     |
| 1906           | 1913             | Joseph Fournier                 | Rad.          | Docteur-médecin à Martres-de-Rivière                                                                      |
| 1913           | 1919             | Camille Uchan                   | Rad.          | Notaire à Ore, ancien conseiller d'arrondissement                                                         |
| 1919           | 1940             | Hippolyte Ducos                 | Rad.          | Professeur Député (1919-1940) Sous-secrétaire d'Etat et Ministre (1932-1934 et 1939-1940) Maire de Lilhac |
|                |                  |                                 |               | |
| 1943           | 1945             | Armand Théodore Joseph Sarramon |               | Maire de Martres-de-Rivière Nommé conseiller départemental en 1943                                        |
|                |                  |                                 |               | |
| 1945           | 1951             | Célestin Castex                 | SFIO          | Boucher Maire de Gourdan-Polignan                                                                         |
| 1951           | 1961 (décès)     | Alexandre Ribes                 | Rad.          | Directeur du petit lycée de Toulouse                                                                      |
| 1961           | 1971 (décès)     | Paul Bertrand                   | SFIO puis PS  | Chef de travaux à la Faculté de Médecine et de Pharmacie de Toulouse Maire de Barbazan                    |
| 13 février1972 | 2004 (décès)     | René Arnaud                     | PS            | Employé à la Sécurité sociale Maire de Gourdan-Polignan, député suppléant de Maurice Masquère (1978-1981) |
| 2005           | 2015             | Patrice Rival                   | PS            | Employé Maire de Saint-Pé-d'Ardet                                                                         |

### Conseillers d'arrondissement (de 1889 à 1940)
| Période                                  | Période          | Identité          | Étiquette   | Qualité |
| ---------------------------------------- | ---------------- | ----------------- | ----------- | --- |
| 1889                                     | 1899 (démission) | Guillaume Cazeaux | Républicain | Maire de Cier-de-Rivière                                                                                    |
|                                          |                  |                   |             | |
| 1901                                     | 1910             | Camille Uchan     | Rad.        | Notaire à Ore                                                                                               |
| 1910                                     | 1919             | Basile Manent     | Rad.        | Maire d'Ardiège                                                                                             |
| 1919                                     | 1940             | Théodore Lafont   | Rad.        | Négociant, maire de Gourdan-Polignan, Président du conseil d'arrondissement                                 |
| 1940                                     |                  |                   |             | Les conseils d'arrondissement ont été suspendus par la loi du 12 octobre 1940 et n'ont jamais été réactivés |
| Les données manquantes sont à compléter. |                  |                   |             | |